# Åverkan
Åverkan är ett brott enligt svensk lag och är dels en ringa form av skadegörelse, dels tillgrepp av vissa naturalster.
Om skadan är obetydlig eller om övriga omständigheter vid skadegörelse är att anse som ringa, skall för åverkan dömas till böter.
Den som i skog eller mark olovligen tager växande träd eller gräs eller, av växande träd, ris, gren, näver, bark, löv, bast, ollon, nötter eller kåda eller ock vindfälle, sten, grus, torv eller annat sådant, som ej är berett till bruk, dömes för åverkan, om brottet med hänsyn till det tillgripnas värde och övriga omständigheter är att anse som ringa."

## Historisk utveckling i Sverige
Med åverkan har lagstiftare i Sverige avsett intrång i nyttjanderätt till fast egendom och även tillgrepp av något som hör till fastigheten. Skillnaden mellan åverkan och stöld har bestått i om föremålet för tillgreppet varit att anse som kulturprodukt eller naturalster. En kulturprodukt är en sak som bearbetats av människor och ett naturalster är något som skapats av naturen själv utan mänsklig inblandning. Endast kulturprodukter har varit föremål för stöld. Efter 1875 har tillgrepp av vissa i lagen uppräknade objekt ibland varit föremål för stöld, ibland för åverkan, beroende på värdet. Den civilrättsliga skillnaden mellan lös och fast egendom saknade betydelse för att bedöma om ett handlande skulle bedömas som tjuvnad. Straffrättsligt ansågs det vara stöld eller snatteri att utan lov ta flyttbara delar av fastighet om övriga rekvisit var uppfyllda.

### 1900-talets strafflagsreformer
Vid 1900-talets ingång ansågs straffrätten vara i behov av genomgripande reformering på grund av den stora förändring som samhällets ekonomiska struktur undergått. I detta syfte utgav professorn Johan Thyrén, på offentligt uppdrag, ett omfattande förarbete till en ny strafflag. Efter Thyréns död 1933 övertogs reformarbetet av straffrättskommittén. Thyrén hade behandlat åverkan i sitt utkast och föreslagit vissa ändringar så att vissa brottsformer överfördes från åverkan till stöld och en del dittills straffria handlingar skulle straffbeläggas.
I straffrättskommitténs betänkande med förslag till lagstiftning om förmögenhetsbrott utgick åverkansbrottet då kommittén ansåg att
| ”                                    | Den till grund för åverkansbrottens särställning liggande tankegången att naturalstren äro av underordnad betydelse för den mänskliga hushållningen kan icke längre anses tidsenlig och har redan i flera avseenden måst övergivas. | „ |
| – Straffrättskommittén, SOU 1940: 20 | |   |

och att tiden var mogen för att "fullt ut och över hela linjen likställa naturprodukter med kulturprodukter såsom föremål för stöld och andra tillgreppsbrott." Enligt kommittén skulle grundsatsen vara att fast sak behandlas lika som lös sak. I övergångsbestämmelserna stadgades att borttagandet av listan på åverkansobjekt ur lagen inte skulle medföra ändring i gällande rätt.
I anslutning till frågans behandling vid riksdagen 1942 väckte Östen Undén tillsammans med andra riksdagsledamöter motioner i första och andra kammaren om att lagförslaget borde ändras så att den dittillsvarande gränsen mellan stöld och åverkan i princip upprätthölls, då man framförde att
| ” | I förslaget ingår emellertid en ändring i gällande lag som är till sitt värde synnerligen tvivelaktig. En väsentlig del av det nuvarande kapitlet om åverkan föreslås upphävd, varvid där behandlade brott i stället skulle ingå under kapitlet om stöld. | „ |
| – Östen Undén, Åke Holmbäck, Ruben Wagnsson, C. P. Olsson och Verner Hedlund, Motioner i första och andra kammaren 1942 | |   |

Vid lagutskottets behandling av frågan vid samma riksdag vann motionärerna framgång och fick igenom att lagförslaget enligt propositionen ändrades och de relevanta stadgandena i äldre lag skulle fortsätta att gälla, om än under nytt paragrafnummer. Under förevändning att åverkan har beröringspunkter även med skadegörelse hänvisades frågan till straffrättskommitténs fortsatta arbete.
Straffrättskommittén framlade 1945 i enlighet Undéns motion och lagutskottets yttrande ett nytt lagförslag där listan på åverkansobjekt fanns kvar och ävenså principen att alla har rätt att ta andra naturalster än de uppräknade.
| Två modeller används för att förklara hur det kommer sig att t. ex. bärplockning är tillåtet. Enligt den första är endast kulturprodukter underkastade äganderätt och naturalster är enligt huvudregeln fria att tillgodogöra sig. Den civilrättsliga indelningen i fast och lös egendom saknar betydelse; straffrättsligt är endast flyttbara föremål, som utgör kulturprodukter, stöldobjekt. Undantag från huvudregeln är de objekt som finns upptagna på listan över åverkansobjekt. Under vissa omständigheter skall åverkan bedömas som stöld. Enligt den andra modellen är även "tillbehör till fast egendom", utan åtskillnad mellan kulturprodukter och naturalster, underkastade äganderätt. Snatteri och åverkan är privilegierade brott. Rätten att plocka bär och svamp förklaras med doktrinen om oskyldigt nyttjande. |  | Två modeller används för att förklara hur det kommer sig att t. ex. bärplockning är tillåtet. Enligt den första är endast kulturprodukter underkastade äganderätt och naturalster är enligt huvudregeln fria att tillgodogöra sig. Den civilrättsliga indelningen i fast och lös egendom saknar betydelse; straffrättsligt är endast flyttbara föremål, som utgör kulturprodukter, stöldobjekt. Undantag från huvudregeln är de objekt som finns upptagna på listan över åverkansobjekt. Under vissa omständigheter skall åverkan bedömas som stöld. Enligt den andra modellen är även "tillbehör till fast egendom", utan åtskillnad mellan kulturprodukter och naturalster, underkastade äganderätt. Snatteri och åverkan är privilegierade brott. Rätten att plocka bär och svamp förklaras med doktrinen om oskyldigt nyttjande. |
| Två modeller används för att förklara hur det kommer sig att t. ex. bärplockning är tillåtet. Enligt den första är endast kulturprodukter underkastade äganderätt och naturalster är enligt huvudregeln fria att tillgodogöra sig. Den civilrättsliga indelningen i fast och lös egendom saknar betydelse; straffrättsligt är endast flyttbara föremål, som utgör kulturprodukter, stöldobjekt. Undantag från huvudregeln är de objekt som finns upptagna på listan över åverkansobjekt. Under vissa omständigheter skall åverkan bedömas som stöld. Enligt den andra modellen är även "tillbehör till fast egendom", utan åtskillnad mellan kulturprodukter och naturalster, underkastade äganderätt. Snatteri och åverkan är privilegierade brott. Rätten att plocka bär och svamp förklaras med doktrinen om oskyldigt nyttjande. |  | |